# 柚楽弥衣
柚楽 弥衣（ゆら やよい）は、日本の歌手。東京都出身。
新居昭乃とともにユニット「Goddess in the Morning」としても活動している。

## 作品

### アルバム
- ザ・パワーオブ・アムリタ（1999年10月20日）
- サマー・オウラ（1999年10月20日）
- ゆらふ（2004年9月22日）
- 神殿の角（2009年8月23日）
- 惑星JUWEL Beyond the Galaxy（2015年7月29日）

## 出演

### 映画
- スミスの法則

### ゲーム
- アルトネリコ3 世界終焉の引鉄は少女の詩が弾く（ハーヴェスターシャ（歌））
- SIREN（奉神御詠歌）
- REFLEC BEAT（Wenkamui）

## その他

### タイアップ
- 東京建物 「Brillia（ブリリア） City 横浜磯子」 YOKOHAMA THE PEAK CMソング 「EnishiE」(未発売)
- トヨタ自動車 LEXUS GS CMソング 「This is my road」(未発売)